# Biegi narciarskie na Zimowej Uniwersjadzie 2015
Biegi narciarskie na Zimowej Uniwersjadzie 2015 odbyły się w dniach 25 stycznia–1 lutego 2015. Zawodnicy rywalizowali w dziewięciu konkurencjach – czterech męskich, czterech żeńskich i w jednej sprinterskiej sztafecie mieszanej.

## Terminarz
| Data        | Konkurencja                                         | Godzina     |
| ----------- | --------------------------------------------------- | ----------- |
| 25 stycznia | Sprint st. dowolnym kobiet                          | 10:00 UTC+1 |
| 25 stycznia | Sprint st. dowolnym mężczyzn                        | 10:30 UTC+1 |
| 26 stycznia | Sprint drużynowy st. klasycznym                     | 12:30 UTC+1 |
| 28 stycznia | Bieg na 5 km st. klasycznym kobiet                  | 10:00 UTC+1 |
| 28 stycznia | Bieg na 10 km st. klasycznym mężczyzn               | 11:30 UTC+1 |
| 30 stycznia | Sztafeta 3×5 km kobiet                              | 10:00 UTC+1 |
| 30 stycznia | Sztafeta 4×10 km mężczyzn                           | 12:00 UTC+1 |
| 31 stycznia | Bieg na 15 km st. dowolnym kobiet (start wspólny)   | 12:00 UTC+1 |
| 1 lutego    | Bieg na 30 km st. dowolnym mężczyzn (start wspólny) | 10:00 UTC+1 |

## Zestawienie medalistów
| Konkurencja               | Złoto                                      | Czas      | Srebro                                   | Czas      | Brąz                                | Czas      |
| Sprint kobiet             | Anastasija Słonowa                         | 3:22,75   | Ewelina Marcisz                          | 3:22,93   | Swietłana Nikołajewa                | 3:23,17   |
| Sprint mężczyzn           | Andriej Łarkow                             | 3:22,41   | Anton Gafarow                            | 3:22,59   | Raul Szakirzianow                   | 3:23,64   |
| Bieg na 5 km kobiet       | Oksana Usatowa                             | 13:09,5   | Anastasija Słonowa                       | 13:27,6   | Lilija Wasiljewa                    | 13:31,4   |
| Bieg na 10 km mężczyzn    | Andriej Feller                             | 23:29,2   | Artem Nikołajew                          | 23:30,0   | Walerij Gontar                      | 23:39,3   |
| Bieg na 15 km kobiet      | Anastasija Słonowa                         | 44:47,1   | Swietłana Nikołajewa                     | 44:55,9   | Ewelina Marcisz                     | 45:02,3   |
| Bieg na 30 km mężczyzn    | Andriej Łarkow                             | 1:16:20,1 | Raul Szakirzianow                        | 1:16:20,7 | Artem Nikołajew                     | 1:16:21,7 |
| Sztafeta 3×5 km kobiet    | Rosja                                      | 47:47,1   | Kazachstan                               | 48:30,7   | Francja                             | 49:18,2   |
| Sztafeta 4×10 km mężczyzn | Rosja                                      | 1:22:49,0 | Kazachstan                               | 1:24:42,7 | Czechy                              | 1:25:46,0 |
| Sprint drużynowy          | Rosja Anton Gafarow · Swietłana Nikołajewa | 19:56,98  | Rosja Raul Szakirzianow · Anna Powaljewa | 20:00,84  | Czechy Jan Šrail · Karolína Grohová | 20:01,76  |

## Klasyfikacja medalowa
| Miejsce | Państwo    | złoto | srebro | brąz | Razem |
| ------- | ---------- | ----- | ------ | ---- | ----- |
| 1.      | Rosja      | 7     | 5      | 5    | 17    |
| 2.      | Kazachstan | 2     | 3      | 0    | 5     |
| 3.      | Polska     | 0     | 1      | 1    | 2     |
| 4.      | Czechy     | 0     | 0      | 2    | 2     |
| 5.      | Francja    | 0     | 0      | 1    | 1     |

## Wyniki

### Kobiety

#### Sprint stylem dowolnym
| Miejsce | Zawodniczka          | Reprezentacja | Czas    | Strata |
| ------- | -------------------- | ------------- | ------- | ------ |
| złoto   | Anastasija Słonowa   | Kazachstan    | 3:22,75 | –      |
| srebro  | Ewelina Marcisz      | Polska        | 3:22,93 | +0,18  |
| brąz    | Swietłana Nikołajewa | Rosja         | 3:23,17 | +0,42  |
| 4.      | Marion Buillet       | Francja       | 3:23,23 | +0,48  |
| 5.      | Karolína Grohová     | Czechy        | 3:26,72 | +3,97  |
| 6.      | Leena Nurmi          | Finlandia     | 3:27,74 | +4,99  |

#### Bieg na 5 km stylem klasycznym
| Miejsce | Zawodniczka          | Reprezentacja | Czas    | Strata |
| ------- | -------------------- | ------------- | ------- | ------ |
| złoto   | Oksana Usatowa       | Rosja         | 13:09,5 | –      |
| srebro  | Anastasija Słonowa   | Kazachstan    | 13:27,6 | +18.1  |
| brąz    | Lilija Wasiljewa     | Rosja         | 13:31,4 | +21.9  |
| 4.      | Kateryna Serdiuk     | Ukraina       | 13:41,6 | +32,1  |
| 5.      | Ewelina Marcisz      | Polska        | 13:43,3 | +33,8  |
| 6.      | Anna Stojan          | Kazachstan    | 13:58,3 | +48,8  |
| 7.      | Anastasia Własowa    | Rosja         | 13:58,6 | +49,1  |
| 8.      | Anna Powaljewa       | Rosja         | 14:00,7 | +51,2  |
| 9.      | Wiktorija Łanczakowa | Kazachstan    | 14:01,5 | +52,0  |
| 10.     | Sandra Schützová     | Czechy        | 14:02,9 | +53,4  |

#### Sztafeta 3×5km
| Miejsce | Zawodniczka                                           | Reprezentacja | Czas    | Strata  |
| ------- | ----------------------------------------------------- | ------------- | ------- | ------- |
| złoto   | Oksana Usatowa Wiktoria Karkina Swietłana Nikołajewa  | Rosja         | 47:47,1 | –       |
| srebro  | Anna Stojan Wiktorija Łanczakowa Anastasija Słonowa   | Kazachstan    | 48:30,7 | +43,6   |
| brąz    | Iris Pessey Julia Devaux Marion Buillet               | Francja       | 49:18,2 | +1:31,1 |
| 4.      | Marcela Marcisz Martyna Galewicz Justyna Mordarska    | Polska        | 49:32,4 | +1:45,3 |
| 5.      | Karolína Grohová Kateřina Beroušková Sandra Schützová | Czechy        | 49:46,8 | +1:59,7 |
| 6.      | Kateryna Serdiuk Maryna Ancybor Viktoriia Olekh       | Ukraina       | 50:10.8 | +2:23,7 |
| 7.      | Elsa Airaksinen Kati Roivas Maaret Pajunoja           | Finlandia     | 51:14.3 | +3:27,2 |
| 8.      | Kozue Takizawa Yukari Tanaka Maki Ohdaira             | Japonia       | 52:05.6 | +4:18,5 |
| 9.      | Barbora Klementová Eva Segečová Katarína Krišicová    | Słowacja      | 54:12,0 | +6:24,9 |
| 10.     | Hao Ri Zhang Xue Chen Xu                              | Chiny         | 56:36,0 | +8:48,9 |

#### Bieg na 15 km stylem dowolnym
| Miejsce | Zawodniczka          | Reprezentacja | Czas    | Strata  |
| ------- | -------------------- | ------------- | ------- | ------- |
| złoto   | Anastasija Słonowa   | Kazachstan    | 44:47,1 | –       |
| srebro  | Swietłana Nikołajewa | Rosja         | 44:55,9 | +8,8    |
| brąz    | Ewelina Marcisz      | Polska        | 45:02,3 | +15,2   |
| 4.      | Wiktoria Karkina     | Rosja         | 45:15,9 | +28,8   |
| 5.      | Maryna Ancybor       | Ukraina       | 45:51,2 | +1:04,1 |
| 6.      | Iris Pessey          | Francja       | 45:51,2 | +1:04,1 |
| 7.      | Olga Mandrika        | Kazachstan    | 45:59,5 | +1:12,4 |
| 8.      | Sandra Schützová     | Czechy        | 46:04,0 | +1:16,9 |
| 9.      | Kateryna Serdiuk     | Ukraina       | 46:20,1 | +1:33,0 |
| 10.     | Justyna Mordarska    | Polska        | 46:22,4 | +1:35,3 |

### Mężczyźni

#### Sprint stylem dowolnym
| Miejsce | Zawodnik           | Reprezentacja | Czas    | Strata |
| ------- | ------------------ | ------------- | ------- | ------ |
| złoto   | Andriej Larkow     | Rosja         | 3:22,41 | –      |
| srebro  | Anton Gafarow      | Rosja         | 3:22,59 | +0,18  |
| brąz    | Raul Szakirzianow  | Rosja         | 3:23,64 | +1,23  |
| 4.      | Maciej Staręga     | Polska        | 3:25,99 | +3,58  |
| 5.      | Aurelius Herburger | Austria       | 3:39,95 | +17,54 |
| 6.      | Lucas Chanavat     | Francja       | 3:56,38 | +33,97 |

#### Bieg na 10 km stylem klasycznym
| Miejsce | Zawodnik            | Reprezentacja | Czas    | Strata |
| ------- | ------------------- | ------------- | ------- | ------ |
| złoto   | Andriej Feller      | Rosja         | 23:29,2 | –      |
| srebro  | Artem Nikołajew     | Rosja         | 23:30,0 | +0,8   |
| brąz    | Walerij Gontar      | Rosja         | 23:39,3 | +10,1  |
| 4.      | Hiroyuki Miyazawa   | Japonia       | 23:44,7 | +15,5  |
| 5.      | Raul Szakirzianow   | Rosja         | 23:47,3 | +18,1  |
| 6.      | Jewgienij Wieliczko | Kazachstan    | 23:53,5 | +24,3  |
| 7.      | Andriej Łarkow      | Rosja         | 24:00,2 | +31,0  |
| 8.      | Ilja Semnikow       | Rosja         | 24:01,6 | +32,4  |
| 9.      | Alexis Jeannerod    | Francja       | 24:17,6 | +48,4  |
| 10.     | Ołeksij Krasowski   | Ukraina       | 24:23,7 | +54,5  |

#### Sztafeta 4×10km
| Miejsce | Zawodnik                                                                   | Reprezentacja | Czas      | Strata  |
| ------- | -------------------------------------------------------------------------- | ------------- | --------- | ------- |
| złoto   | Andriej Feller Artem Nikołajew Raul Szakirzianow Andriej Łarkow            | Rosja         | 1:22:49,0 | –       |
| srebro  | Aleksandr Małyszew Jewgienij Wieliczko Jewgienij Bondarenko Mark Starostin | Kazachstan    | 1:24:42,7 | +1:53,7 |
| brąz    | Jakub Kordač Adam Fellner Jakub Gräf Daniel Máka                           | Czechy        | 1:25:46,0 | +2:57,0 |
| 4.      | Alexis Jeannerod Bertrand Hamoumraoui Loïc Guigonnet Lucas Chanavat        | Francja       | 1:25:46,1 | +2:57,1 |
| 5.      | Kentarō Ishikawa Hiroyuki Miyazawa Tomoki Satou Takatsugu Uda              | Japonia       | 1:26:16,6 | +3:27,6 |
| 6.      | Ołeksij Krasowski Konstantin Jaremenko Oleg Yoltukhovskyy Rusłan Perechoda | Ukraina       | 1;27:41,5 | +4:52,5 |
| 7.      | Jørgen Grav Erik Lippestad Thorstensen Vegard Antonsen Petter Reistad      | Norwegia      | 1:28:19,5 | +5:30,5 |
| 8.      | Jan Antolec Wojciech Suchwałko Maciej Staręga Mateusz Ligocki              | Polska        | 1:29:22,3 | +6:33,3 |
| 9.      | Max Olex Johannes Pfab Andreas Weishaupl Toni Escher                       | Niemcy        | 1:29:24,6 | +6:35,6 |
| 10.     | Andrej Segeč Erik Urgela Rudolf Michalovský David Brunn                    | Słowacja      | 1:29:53,0 | +7:04,0 |

#### Bieg na 30 km stylem klasycznym
| Miejsce | Zawodnik             | Reprezentacja | Czas      | Strata |
| ------- | -------------------- | ------------- | --------- | ------ |
| złoto   | Andriej Łarkow       | Rosja         | 1:16:20,1 | –      |
| srebro  | Raul Szakirzianow    | Rosja         | 1:16:20,7 | +0,6   |
| brąz    | Artem Nikołajew      | Rosja         | 1:16:21,7 | +1,6   |
| 4.      | Rawił Waliakmetow    | Rosja         | 1:16:21,8 | +1,7   |
| 5.      | Andriej Feller       | Rosja         | 1:16:29,2 | +9,1   |
| 6.      | Takatsugu Uda        | Japonia       | 1:16:33,2 | +13,1  |
| 7.      | Alexis Jeannerod     | Francja       | 1:16:36,0 | +15,9  |
| 8.      | Jewgienij Bondarenko | Kazachstan    | 1:16:45,4 | +25,3  |
| 9.      | Walerij Gontar       | Rosja         | 1:16:46,0 | +25,9  |
| 10.     | Jakub Gräf           | Czechy        | 1:16:58,1 | +38,0  |

### Konkurencje mieszane

#### Sprint drużynowy
| Miejsce | Zawodnicy                          | Reprezentacja | Czas     | Strata   |
| ------- | ---------------------------------- | ------------- | -------- | -------- |
| złoto   | Anton Gafarow Swietłana Nikołajewa | Rosja I       | 19:56,98 | –        |
| srebro  | Raul Szakirzianow Anna Powaljewa   | Rosja II      | 20:00,84 | +3,86    |
| brąz    | Jan Šrail Karolína Grohová         | Czechy II     | 20:01,76 | +4,78    |
| 4.      | Aku Nikander Leena Nurmi           | Finlandia I   | 20:17,28 | +20,30   |
| 5.      | Roman Ragozin Anastasija Słonowa   | Kazachstan II | 20:20,74 | +23,76   |
| 6.      | Daniel Máka Sandra Schützová       | Czechy I      | 20:24,51 | +27,53   |
| 7.      | Aleksandr Małyszew Anna Stojan     | Kazachstan I  | 20:25,05 | +28,07   |
| 8.      | Alexis Jeannerod Marion Buillet    | Francja I     | 20:34,93 | +37,95   |
| 9.      | Maciej Staręga Marcela Marcisz     | Polska I      | 20:42,28 | +45,30   |
| 10.     | Hiroyuki Miyazawa Kozue Takizawa   | Japonia I     | 21:30,70 | +1:33,72 |